# Tukotuko wulkaniczny
Tukotuko wulkaniczny (Ctenomys maulinus) – gatunek gryzonia z rodziny tukotukowatych (Ctenomyidae). Występuje w Ameryce Południowej, gdzie odgrywa ważną rolę ekologiczną. Siedliska tukotuko wulkanicznego położone są na terenach argentyńskiej prowincji Neuquén i między chilijskimi prowincjami Talca (Maule) i Cautín (Araukania). Zwierzęta osiągają wiek 1–2 lat. Międzynarodowa Unia Ochrony Przyrody (IUCN) wymienia ten gatunek w Czerwonej księdze gatunków zagrożonych jako gatunek najmniejszej troski i oznacza go akronimem LC.